# Hartberg-Fürstenfeld (distrito)
| Distrito de Hartberg-Fürstenfeld                                     |                                          |
| Estado                                                               | Estíria                                  |
| Capital                                                              | Hartberg                                 |
| Área                                                                 | 1228 km²                                 |
| População                                                            | 90.622 habitantes (1 de janeiro de 2019) |
| Densidade                                                            | 74 hab./km²                              |
| Website                                                              | Site oficial                             |
| Localização de Distrito de Hartberg-Fürstenfeld no estado de Estíria |                                          |
|                                                                      |                                          |

Hartberg-Fürstenfeld (em alemão: Bezirk Hartberg-Fürstenfeld) é um distrito da Áustria, localizado no estado da Estíria.

## Cidades e municípios
Hartberg-Fürstenfeld possui 36 municípios, sendo 3 com estatuto de cidade, 9 com direito de mercado (Marktgemeinde) e o restante municípios comuns.